# Bogusław Pruchnik
Bogusław Pruchnik (ur. 19 czerwca 1938, zm. 1 marca 2021 w Przemyślu) – polski działacz i urzędnik samorządowy, w latach 1982–1988 prezydent Przemyśla.

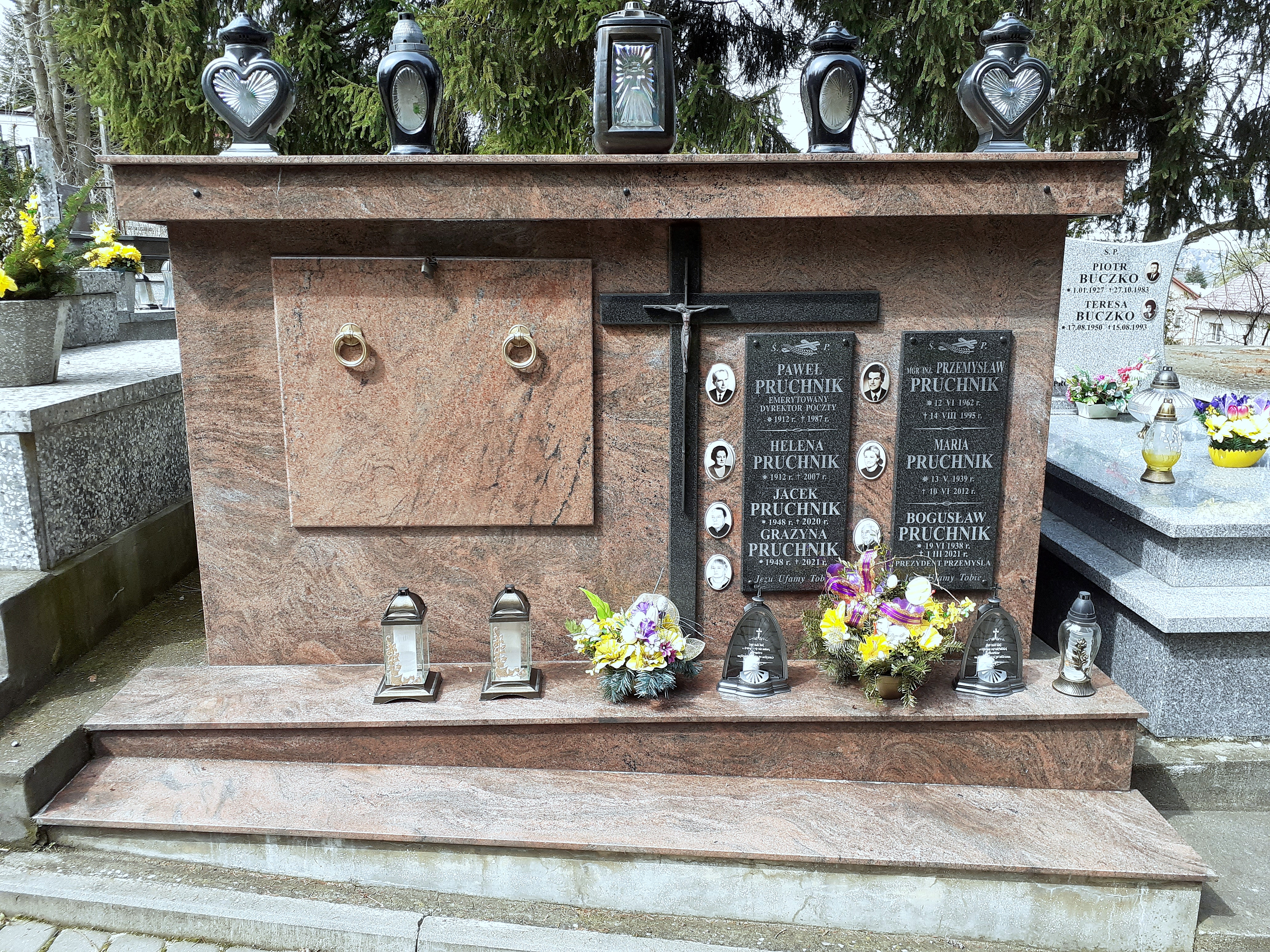
Grobowiec Bogusława Pruchnika

## Życiorys
Syn Pawła i Heleny. Ukończył studia magisterskie. W latach 1982–1988 pełnił funkcję prezydenta Przemyśla. Przez wiele lat do 2003 był prezesem Przedsiębiorstwa Gospodarki Mieszkaniowej w Przemyślu. Działał także w klubie piłkarskim MKS Polonia Przemyśl, a także w organach spółdzielni mieszkaniowej i Przemyskiego Towarzystwa Krzewienia Kultury Fizycznej „Ogniwo”.
3 marca 2021 został pochowany na cmentarzu komunalnym Głównym w Przemyślu.